# Salihli
Salihli est une ville et un district de la province de Manisa dans la région Égéenne en Turquie.

## Personnalités nées à Salihli
- Habib Bektaş, écrivain (1951-)